# Guillaume Dietsch
Guillaume Dietsch, né le 17 avril 2001 à Forbach en France, est un footballeur français qui joue au poste de gardien de but au FCV Dender EH.

## Biographie

### Carrière en club
Issu du centre de formation de Metz — qu'il a rejoint en 2014 après être passé par différents clubs amateurs mosellans —, Dietsch signe son premier contrat professionnel avec les lorrains le 30 novembre 2018.
Le 15 juin 2020, il est prêté en deuxième division belge au RFC Seraing, club satellite du FC Metz, dont il devient rapidement le gardien titulaire, au sein d'une équipe qui vise dans un premier temps le maintien . Peu à peu, les bons résultats du club sérésien s’enchaînant, l’objectif deviendra la Division 1A, brillant au coté d'autre joueurs messins comme Georges Mikautadze.
Avec 27 titularisation dont 9 clean sheets, il joue un rôle central dans cette campagne victorieuse, aboutissant à une deuxième place et une promotion historique en élite belge à la suite des barrages,.
Le 27 mai 2021, il prolonge avec l'équipe lorraine jusqu'en 2023, voyant également son prêt à Seraing prolongé d'une saison,. En Division 1A, il prend notamment part à la première victoire, historique, des siens contre le rival local du Standard de Liège, arrachant un 0-1 au Stade Maurice Dufrasne le 13 mars 2022.

### Carrière en sélection
Dietsch est international français en moins de 16, moins de 18 puis moins de 19 ans.
Régulièrement appelé avec l'équipe de France espoirs à partir d'août 2021,, où il est le remplaçant d'Illan Meslier, il connaît sa première titularisation avec les bleuets le 24 mars 2022, lors du match de qualification à l'Euro espoirs contre les Îles Féroé. La rencontre aboutit à un clean sheet et une victoire 2-0 des français au Stade de l'Épopée.

## Palmarès
| RFC Seraing - Championnat de Belgique de football de deuxième division : - Vice-champion : 2020-21. |